# Limenitis ussuriensis
Limenitis ussuriensis är en fjärilsart som beskrevs av Otto Staudinger 1887. Limenitis ussuriensis ingår i släktet Limenitis och familjen praktfjärilar. Inga underarter finns listade i Catalogue of Life.